# Барильяс, Хосе Хулио
Хосе Хулио Барильяс (исп. José Julio Barillas; род. 7 января 1932, Оберо, Эскуинтла) — гватемальский легкоатлет, выступавший в беге на короткие дистанции и прыжках в длину. Участник летних Олимпийских игр 1952 года.

## Биография
Хосе Хулио Барильяс родился 7 января 1932 года в гватемальском городе Оберо.
Работал учителем физкультуры. Занимался лёгкой атлетикой и футболом.
В 1952 году вошёл в состав сборной Гватемалы на летних Олимпийских играх в Хельсинки. В беге на 100 метров занял в забеге 1/8 финала последнее, 7-е место, показав результат 11,56 секунды и уступив 0,5 секунды попавшему в четвертьфинал со 2-го места Алану Лиллингтону из Великобритании. В беге на 200 метров занял в забеге 1/8 финала последнее, 5-е место с результатом 22,88 секунды, уступив 0,84 секунды попавшему в четвертьфинал со 2-го места Полу Долану из Ирландии. Также был заявлен в прыжках в длину, но не вышел на старт.
Впоследствии эмигрировал в США, поселился в Нью-Йорке. Был активным участником городской гватемальской общины, одним из основателей гватемальской торговой палаты, дома культуры, главной организации гватемальских культурных организаций в Нью-Йорке. Возглавлял похоронное бюро «Ла-Фе» в Бруклине, испаноязычную газету «Акви Гватемала».

## Личный рекорд
- Бег на 200 метров — 22,88 (22 июля 1952, Хельсинки)[2]